# Maoshan
Mao shan est un mont situé sur les villes-districts de Jurong (句容市) et de Jintan (金坛市) dans la ville-préfecture Zhenjiang (常州市), province du Jiangsu en République populaire de Chine.
Il est surtout connu pour l'obédiance Maoshan (茅山宗) taoïste et l'école Shangqing (上清派) qui y est née.